# ジョエル・マイアソン
ジョエル・マイアソン（Joel Myerson、1945年9月9日 - 2021年11月19日）は、アメリカの文学者。文学博士（ノースウェスタン大学、1971年）。サウスカロライナ大学の特別名誉教授（アメリカ文学）。ヘンリー・デイヴィッド・ソローを研究する学者の集まりであるソロー協会をはじめ、エマソンなど文人、哲学者の研究団体を立ち上げた。ソロー協会の会長、エマソン協会の会長などを歴任した。ディキンソン、エマソン、ホーソーン、ソロー、ホイットマンなど、アメリカ文学のロマン主義（1830年から1860年）に関する70冊におよぶ著作、編著、書誌がある。これまで、ケンブリッジ大学、北京大学、香港中文大学、ハーバード大学、マンチェスター大学、ローマ大学などで講演している。